# The Groove Distillery – Plum Brandy Blues
The Groove Distillery – Plum Brandy Blues este al doilea album înregistrat de formația Nightlosers din Cluj-Napoca, lansat în anul 1997.

## Lista pieselor
| Nr. | Titlu                       | Durată |
| --- | --------------------------- | ------ |
| 1.  | Shame Shame Shame           | 3:34   |
| 2.  | Baby Why You Want to Let Go | 4:47   |
| 3.  | Everyday I Have the Blues   | 5:25   |
| 4.  | Pretty Thing                | 4:18   |
| 5.  | All Your Love               | 4:13   |
| 6.  | Little City Woman           | 5:47   |
| 7.  | Stormy Monday Blues         | 6:06   |
| 8.  | Five Long Years             | 4:09   |
| 9.  | Hoochie Coochie Man         | 4:57   |
| 10. | Mystery Train               | 4:56   |
| 11. | Trouble in Mind             | 2:27   |
| 12. | Balkan Blue Rumba           | 2:25   |
| 13. | Blue Suede Shoes            | 2:30   |
| 14. | Goodnight Irene             | 2:32   |

## Componența formației
- Hanno Höfer – voce, chitară, muzicuță, washboard
- Jimi El Lako – chitară, vioară, violă
- Grunzo Geza – claviaturi
- Octavian „Barila” Andreescu – chitară bas
- Sorin „Gaga” Cîmpean – baterie

Au colaborat:
- Pusztai Aladár – țambal
- Liviu Todea – clarinet
- Nucu Pandrea – efecte sonore
- Kati Panek – voce
- Sanda Lăcătuș, Tanța Lăcătuș – voci adiționale